# 滦阳镇
滦阳镇，是中华人民共和国河北省唐山市迁西县下辖的一个乡镇级行政单位。

## 行政区划
滦阳镇下辖以下地区：
铁门关村、李家峪村、苇子峪村、宋庄子村、石梯子村、范家峪村、城外满族村、城外回民村、张家店村、亮甲峪村、滦阳村、公家峪村、黄石硝一村、黄石硝二村、关姑寺村、夏家峪村、罗家堡子村、胡家店村、受益店村、小寨村、杨家河沿村、李家窝子村、多龙峪村、水峪外村和水峪里村。